# Halictus masisiellus
Halictus masisiellus är en biart som beskrevs av Cockerell 1946. Halictus masisiellus ingår i släktet bandbin, och familjen vägbin. Inga underarter finns listade i Catalogue of Life.